# Прапор Соснового
Прапор Соснового — офіційний символ селища міського типу Соснове. Затверджений 30 січня 1998 року селищною радою.

## Опис
Квадратне полотнище, розділене вертикально навпіл та горизонтально ламаною лінією (у 6 виступів, на відстані від 1/3 до 1/6 ширини прапора від верхнього краю); верхнє від древка та нижнє з вільного краю поля жовті, два інші — зелені; в центрі нижньої частини — жовто-чорна соснова шишка.

## Автори
Автори — А. Гречило та Ю. П. Терлецький.